# Споменик Хаџи Продановој буни
Споменик Хаџи Продановој буни, постављен је у јужном делу црквене порте манастира Трнава.
Изграђен је од белог мермера у форми развијене заставе са крстом на врху. На споменику су рељефне групне фигуре у покрету. На челу групе је игуман Пајсије, иза њега Хаџи Продан Глигоријевић са устаницима у нешто плићем рељефу.
Аутор споменика је Лепосава Милошевић-Сибиновић, академски вајар из Београда.